# Gaupne
Gaupne és el centre administratiu del municipi de Luster, al comtat de Sogn og Fjordane, Noruega. El poble, de 1,28 quilòmetres quadrats, té una població de 1.157 habitants (2013); amb una densitat de població de 904 habitants per quilòmetre quadrat. El poble està situat al llarg de la Gaupnefjorden, un branca del Lustrafjorden que al seu torn és una branca del Sognefjord. Es troba a uns 10 quilòmetres al nord de la localitat de Hafslo. El poble de Veitastrond es troba a l'altre costat de les muntanyes a 20 quilòmetres al nord-oest. La carretera de Sognefjellsvegen passa per aquí en el seu camí cap al poble de Skjolden i més enllà.
Gaupne es troba a l'extrem sud de la vall de Jostedal, amb la boca del riu de Jostedøla situada a Gaupne. Es troba al sud-oest de la glacera deJostedalsbreen, entre els Parcs Nacionals de Jostedalsbreen i de Breheimen. El poble està a uns 40 quilòmetres al sud del famosa glacera de Nigardsbreen, i el museu del centre Breheim es troba a uns 25 quilòmetres al nord de Gaupne al poble de Jostedal.
Hi ha dues esglésies a Gaupne, la històrica església vella i una de més recent.

## Economia
El poble és la llar de diverses indústries, com el turisme, la impressió, la fabricació de ciment, i la fabricació de peces de vestir. La planta d'energia Leirdøla propera es troba just al nord del poble. A més, l'administració de Statkraft de la Noruega central es troba aquí.